# Claude Faber
 (octobre 2022).
Si vous disposez d'ouvrages ou d'articles de référence ou si vous connaissez des sites web de qualité traitant du thème abordé ici, merci de compléter l'article en donnant les références utiles à sa vérifiabilité et en les liant à la section « Notes et références ».
Pour les articles homonymes, voir Faber.
Claude Faber est un écrivain, poète et journaliste français né le 1er avril 1964.
Après avoir vécu plus de trente ans à Toulouse, il s'est fixé dans les Pyrénées-Orientales. Il est l'auteur de nombreux reportages, notamment pour les magazines Geo, National Geographic, Grands Reportages, Ethno, Arts Magazine. Il exerce dans la communication politique de 2011 à 2021.

## Biographie
Depuis le début des années 1980, il milite à Toulouse aux côtés de Salah Amokrane (tête de liste de Motivés !) et des membres du groupe Zebda. Il cofonde avec eux le Tactikollectif de Toulouse créé en 1997, et dont il est le président, l'une des principales associations toulousaines d'actions culturelles et politiques (organisatrice entre autres du festival Origines contrôlées et au début des années 2000 du festival Ça bouge encore…).
En mai 2013, il signe le roman Achille Viadieu, d'ombre et de courage aux éditions Privat, suivi du recueil de textes personnels, Un livre ne dit jamais tout. Avec Bertrand Cantat, il cosigne le texte de la chanson Terre brûlante qui figure sur l'album Horizons du groupe Détroit (Bertrand Cantat / Pascal Humbert), sorti le 18 novembre 2013. Il publie un nouveau recueil de textes et de poésie en 2014 sous le titre A ciel ouvert. En août 2015, les éditions Encres Vives publient le recueil Le temps des roseaux qui réunit des textes publiés entre 1995 et 2015 ainsi que des inédits.
En décembre 2015, les éditions Mon Petit éditeur publient Les contes de routes et de déroutes, une romance texane sous forme de trilogie, dans laquelle on retrouve le texte qui inspira la chanson Terre Brûlante.
En décembre 2016, il cosigne une exposition intitulée De terres et de chairs, nous sommes... qui rassemble des sculptures de Chantal Tomas et des textes de Claude Faber mis en musique par le guitariste Marc Sens. Les textes sont lus entre autres par des artistes du monde du théâtre (Christophe Caustier) et de la scène rock (Bertrand Cantat, Jean-Philippe Gonot, Chrys ...). Les textes sont réunis dans un catalogue comportant aussi un CD.
En 2017, il publie un nouveau recueil La mer du vent (éditions Encres Vives) illustré par Camille Spira (graphiste tatoueuse). La même année, il présente une lecture publique musicale, Ce soir-là le ciel avait la voix du silence, avec Chrys, interprète et musicienne, accompagnés par Jean-Philippe Gonot (musicien, interprète, compositeur, auteur).
Il crée en 2018 l'association Les mots, l'émotion (lectures publiques, ateliers de lecture et d'écriture, rencontres littéraires...) et la Maison des mots (résidence pour auteurs, lieu de rencontres littéraires...) à Port-Vendres. En octobre 2021, il ouvre la nouvelle Maison des mots qui regroupe alors les activités de l'association et la librairie indépendante Oxymore,.
Il propose depuis 2019 des lectures musicales aux côtés de la musicienne compositrice Prêle Abelanet ou d'autres artistes (Raph Dumas..).

## Publications
- 1998 : La poésie de l'étoile, dialogues avec Armand Gatti, postface de Bertrand Cantat, éditions Descartes et compagnie
- 2000 : Les feuilles de menthe, éditions Encres vives
- 2002 : Du Mont-de-Piété de Paris au Crédit municipal, éditions Magellan et compagnie
- 2002 : L'anarchie, une histoire de révoltes, éditions Milan[7]
- 2003 : Le vent pour virgule, éditions Syllepse[8]
- 2004 : La pauvreté, éditions Milan
- 2005 : Jules Verne, éditions Milan
- 2006 : Ensemble pour la paix, éditions Milan
- 2008 : Pyrénées : Toulouse, Pau, Tarbes, Foix, éditions Gallimard Loisirs, collection GéoGuide
- 2008 : SAMU 40 ans, Les Éditeurs Associés
- 2008 : Les années lycée : Le BAC a 200 ans, éditions Solar
- 2008 : Terres du Sud-Ouest en plein vol, Photographies de Frank Mulliez, éditions Géo & Tana
- 2009 : La France de Papa, Terres Éditions
- 2009 : 1001 : La Terre photos, éditions Solar
- 2013 : Achille Viadieu, d'ombre et de courage : Le résistant aux deux visages, éditions Privat
- 2014 : A ciel ouvert, éditions Mon petit éditeur
- 2015 : Le temps des roseaux, éditions Encres Vives
- 2015 : Les contes de routes et de déroutes, éditions Mon petit éditeur
- 2016 : De terres et de chairs, nous sommes…, musiques Marc Sens
- 2017 : La mer du vent, illustrations C. Spira, éditions Encres Vives
- 2017 : Ce soir-là, le ciel avait la voix du silence, texte lu en public avec Chrys, accompagnés par Jean-Philippe Gonot
- 2018 : C'est l'ombre qui dit, photos Ann Cantat-Corsini[9]
- 2018 : Nos reflets dans les arbres, éditions Encres Vives
- 2018 : La clarté du silence, éditions Rafael de Surtis
- 2021 : Pour l'amour de… Toulouse, éditions Magellan & Cie [2]
- 2021 : Dans le murmure des oiseaux, éditions Sémaphore